# Hybomitra formosovi
Hybomitra formosovi är en tvåvingeart som beskrevs av Olsufjev 1967. Hybomitra formosovi ingår i släktet Hybomitra och familjen bromsar. Inga underarter finns listade i Catalogue of Life.